# 香港物理奧林匹克
香港物理奧林匹克(Hong Kong Physics Olympiad; 簡稱HKPhO) 由香港科技大學、香港資優教育學苑及教育局合辦，每年五月於香港科技大學舉行，旨在推廣本地物理學教育並發掘具物理才能的同學，代表香港參加亞洲物理奧林匹克及國際物理奧林匹克等國際性比賽。

## 簡介
「香港物理奧林匹克」自2003年起舉辦，目的是推廣本地物理學教育，並爲在物理學方面具備優越潛能的學生提供增益學習的機會。
自2008年起，香港資優教育學苑加入成為香港物理奧林匹克主辦單位，負責統籌該項比賽。
「香港物理奧林匹克」由香港資優教育學苑、教育局與香港科技大學合辦，並由香港物理學會與香港物理奧林匹克委員會提供專業意見。
每年約有900名香港中學生參加。

## 獎項
獎項包括：
- 學校最佳表現獎
- 學校優異表現獎
- 新參與學校最佳表現獎
- 學生傑出表現獎

1. 冠軍
2. 亞軍
3. 季軍
4. 最佳初中生

- 一等獎
- 二等獎
- 三等獎
- 優異獎

## 比賽範圍
比賽內容以經典力學為主，其中70%屬於香港中學文憑考試物理科課程大綱，範圍包括：
1. 勻加速直線運動
2. 勻加速二維運動
3. 勻速圓周運動
4. 相對運動和參照系
5. 重力、彈力、摩擦力、拉力
6. 虎克定律和摩擦係數
7. 牛頓運動定律
8. 力矩
9. 物體的平衡條件和平衡的種類
10. 萬有引力定律
11. 行星和人造衛星勻速圓周運動
12. 非勻速圓周運動
13. 慣性系和平動、勻速轉動參照系裏的慣性力
14. 簡諧振動
15. 浮力與阿幾米德原理
16. 開普勒定律
17. 動能、彈性勢能、地球表面附近的重力勢能、均勻球體的萬有引力勢能
18. 叠加原理
19. 功能原理和機械能守恆定律
20. 動量和衝量
21. 動量定理和動量守恆定律
22. 一維的彈性碰撞、非彈性碰撞和完全非彈性碰撞
23. 質心
24. 二維碰撞

## 培訓課程及港隊選拔
除舉辦香港物理奧林匹克比賽外，學苑亦委託香港科技大學為比賽中表現優異的學生提供為期約一年的物理培訓活動。
獲一等獎、二等獎及三等獎的學生，均合資格參加。如有獲獎學生放棄參加培訓課程，優異獎得獎學生及其他參賽學生將獲考慮取錄參加培訓課程（優異獎得獎學生獲優先考慮）。該培訓計劃將提供一系列講座，包括大學程度的物理和微積分。
導師將透過一系列選拔測試選出香港隊成員，代表香港參加比賽。